# Горы (станция)
Го́ры — железнодорожная станция в посёлке Новинка Кировского района Ленинградской области.
Основана в 1918 году, находится на участке Санкт-Петербург — Волховстрой I Октябрьской железной дороги. Расположена в 42 км от Московского вокзала Санкт-Петербурга.
Станция Горы является железнодорожным узлом, связывающим железнодорожные участки Обухово — Волховстрой I, Ржевка / Ладожский вокзал — Горы. От станции также отходит путь примыкания на станцию Войтоловка линии Мга — Стекольный, проходящий через базу путевой машинной станции ПМС 28.
До 2003 года на станции находилась одна центральная платформа и (возле станционного здания) одна низкая боковая земляная платформа, обслуживавшая тогда функционировавшую соединительную линию Ржевка — Заневский Пост — Горы (изначально поезд на тепловозной тяге под тепловозом ТЭП60 — затем дизель-поезд Д1 (Выборгского депо) — с 1985 года шестивагонный электропоезд — в самые последние годы обращения восьмивагонный электропоезд). В том же году были открыты ещё две боковые платформы. Нумерация путей на станции осуществляется от центральной платформы. Слева от центральной платформы находятся пути № 1, 3, 5 и 7. Справа — пути № 2 и 4. Правая боковая платформа является двусторонней, поскольку ранее планировалось сооружение шестого пути, однако, поезда по-прежнему прибывают к этой платформе только по четвёртому пути.
- На путь № 1 (к центральной платформе) прибывают электропоезда, следующие по направлению к Московскому вокзалу.
- На путь № 2 (к центральной платформе) прибывают электропоезда, следующие от Московского вокзала по направлению к станциям Волховстрой I, Невдубстрой, Будогощь.
- На путь № 4 (к правой боковой платформе) прибывают электропоезда, следующие от Ладожского вокзала по направлению к Волховстрою, Невдубстрою и Будогощи.
- На путь № 7 (к левой боковой платформе) прибывают электропоезда, следующие по направлению к Ладожскому и Финляндскому вокзалам. Левая боковая платформа короче стандартного электропоезда, поэтому посадка и высадка пассажиров производится только в первых пяти вагонах.
- Пути № 3 и 5 используются для проезда и стоянки грузовых составов, а также для проезда поездов дальнего следования, не имеющих остановки на станции. Реже для этих целей используются и пути 1, 2, 4, 7.